# Liberta Sports Club
Maillots
Actualités
Le Liberta Sports Club est un club antiguais de football basé à Liberta.

## Palmarès
- Championnat d'Antigua-et-Barbuda (3) :
  - Champion : 1985, 1987, 2019.